# Magazinul de pe strada mare
Magazinul de pe strada mare (în cehă/slovacă: Obchod na korze) 
este un film cehoslovac din 1965 despre programul de arianizare derulat în Republica Slovacă în timpul celui de-al Doilea Război Mondial.
Filmul a fost regizat de Ján Kadár și Elmar Klos după un scenariu scris de Ladislav Grosman și face parte din curentul cinematografic noul val cehoslovac. A fost finanțat de către autoritățile centrale de stat din Cehoslovacia (la fel ca toate filmele cehoslovace din perioada regimului comunist), produs la Studioul de Film Barrandov din Praga și filmat cu o distribuție slovacă în orașul Sabinov din nord-estul Slovaciei și pe platourile de la studiourile Barrandov. Rolurile principale au fost interpretate de actorul slovac Jozef Kroner (tâmplarul Tóno Brtko) și de actrița poloneză Ida Kamińska (văduva evreică Rozália Lautmannová).
Filmul a obținut în 1965 Premiul Oscar pentru cel mai bun film străin, iar Kamińska a fost nominalizată în 1966 la premiul cea mai bună actriță într-un rol principal. Filmul a fost prezentat, de asemenea, la Festivalul de Film de la Cannes din 1965.

## Rezumat
În timpul celui de-al Doilea Război Mondial, unui tâmplar slovac slab educat pe nume Anton „Tóno” Brtko (Jozef Kroner) i se oferă șansa de a prelua magazinul cu produse de mercerie al doamnei Rozália Lautmannová (Ida Kamińska), o văduvă evreică bătrână și aproape surdă, ca parte a noului program de arianizare a proprietăților evreiești din oraș. În timp ce Tóno încearcă să-i explice doamnei Lautmannová, care este confuză și pare ruptă de lumea exterioară, că el a fost numit supraveghetor și proprietar al magazinului, Imrich Kuchár (Martin Hollý, Sr.), un oponent slovac al arianizării, intră în prăvălie și-i dezvăluie lui Brtko că afacerea este foarte puțin profitabilă, iar Lautmannová trăiește din pomana oferită de conaționalii ei. 
Comunitatea evreiască îi oferă milosului Brtko o plată săptămânală pentru ca acesta să nu renunțe la magazin, care altfel ar fi fost oferit unui alt arianizator, probabil nemilos. Tóno acceptă și o lasă pe doamna Lautmannová să creadă că el este nepotul ei, care a venit să o ajute cu munca în magazin. Relația lor evoluează tot mai mult până când autoritățile decid să deporteze întreaga populație evreiască a orașului într-un lagăr de concentrare, iar Tóno se găsește într-o dilemă morală, ezitând între obligația legală de a o preda autorităților pe senila doamnă Lautmannová și obligația morală de a o ascunde pentru a-i salva viața. 
În momentul în care femeia devine în cele din urmă conștientă de faptul că în jurul ei începuse „pogromul”, ea se panichează, iar Tóno o ucide în mod accidental într-o încercare de a o face să tacă pentru a nu se da singură de gol. El este șocat când își dă seama ce a făcut și se spânzură.

## Distribuție
| Actor                               | Rol                                                          |
| ----------------------------------- | ------------------------------------------------------------ |
| Jozef Kroner (1924–1998)            | Anton „Tóno” Brtko, tâmplar                                  |
| Ida Kamińska (1899–1980)            | Rozália Lautmannová, proprietara unui magazin de nasturi     |
| Hana Slivková (1923–1984)           | Evelína Brtková, soția lui Tóno                              |
| Martin Hollý Sr. (1904–1965)        | Imrich Kuchár, contabil și membru al rezistenței             |
| František Zvarík (1921–2008)        | Markuš Kolkotský, comandantul orașului                       |
| Elena Pappová-Zvaríková (1935–1974) | Ružena „Róžika” Kolkotská, soția lui Markuš și sora Evelínei |
| Adam Matejka (1905–1988)            | Piti-báči (Unchiul Piti), crainicul orașului                 |
| Martin Gregor (1906–1982)           | dl. Katz, bărbier                                            |
| František Papp (1930–1983)          | dl. Andorič, angajat la căile ferate și vecin al Rozáliei    |
| Gita Mišurová (b. 1929)             | dna. Andoričová, soția sa                                    |
| Eugen Senaj (1901–1981)             | dl. Blau, librar și trezorier al comunității evreilor        |
| Lujza Grossová (1917–1981)          | dna. Eliášová, vecina Rozáliei                               |
| J. Mittelmann                       | Daniel „Danko” Eliáš, fiul ei                                |
| Mikuláš Ladžinský (1923–1987)       | Marian Peter, ofițer în garda paramilitară a orașului        |
| Alojz Kramár (1916–1985)            | Balko-báči (Unchiul Balko), dirijorul orchestrei orașului    |
| Tibor Vadaš (1908–1987)             | tutungiu                                                     |

## Scenariu
Scenariul a avut o istorie bilingvă ceho−slovacă. Scenaristul Ladislav Grosman (1921–1981) s-a născut și a crescut în Slovacia. În 1962 el a publicat povestirea „Capcana” (Past), pe care o scrisese în limba cehă. Scenariul filmului conține doar o mică parte din povestirea inițială. Mai târziu, în 1964, Grosman a refăcut și extins povestirea, încă în limba cehă, ca un scenariu literar-narativ intitulat „Magazinul de pe strada mare” (Obchod na korze). Scenariul conținea deja intriga principală a filmului, dar nu avea formatul scenaristic obișnuit, așa că a trebuit să fie refăcut de Grosman, în colaborare cu regizorii desemnați ai filmului Ján Kadár și Elmar Klos, iar dialogurile au fost rescrise cu această ocazie în limba slovacă. Singura limbă vorbită în film, în afară de slovacă, este limba idiș (identificată uneori în mod greșit ca limba germană), limitată la câteva versuri pe care le șoptește pentru sine doamna Lautmannová. Lectura ei în limba ebraică din siddur este neinteligibilă.

## Producție
Magazinul de pe strada mare a fost filmat în diferite locații din orașul Sabinov aflat în nord-estul Slovaciei, cu numeroși figuranți ale căror voci indică varietatea lingvistică regională din estul Slovaciei. Accentul polonez al Idăi Kamińska este folosit pentru a crea un efect similar.